# Rack unit

Esempi di misure in unità rack. L'elemento più in alto è a mezza larghezza.

Una sezione tipica del montante di un rack, con la distribuzione delle unità.

Una unità rack o rack unit, abbreviata in U (o, meno frequentemente, RU o anche HU, Height Unit), è un'unità di misura usata per indicare l'altezza dei componenti installati in un rack da 19 pollici o da 23 pollici. Un'unità rack corrisponde a 1,75 pollici o 44,45 mm. 
Nelle specifiche dei produttori, un apparato alto un'unità rack è spesso indicato come "1U", e per altezze maggiori "2U", "4U" e così via. Questo permette di calcolare in maniera molto semplice l'occupazione di spazio necessaria. 
Alcune apparecchiature non occupano la piena larghezza del rack, ma ne usano solo metà (241mm). In questo caso sono montabili su appositi supporti da soli o in coppia. Questa misura è nota come half rack, half length, oppure mezza larghezza e l'altezza è sempre espressa in rack unit. Per esempio, 4U half rack. Le CCU della Sony, per esempio, sono spesso di queste dimensioni.
Gli spazi tra due apparati possono essere chiusi con appositi pannelli ciechi alti una o più RU, avvitati esattamente come gli apparati.
La dimensione in altezza del pannello frontale delle apparecchiature non corrisponde in realtà a un'unità rack precisa: per permettere una certa tolleranza di spazio tra componenti successivi, un pannello è meno alto rispetto a una unità rack di 1⁄32 di pollice (0,031 pollici oppure 0,79 mm). Per cui, un apparato da 1U sarà alto 1,719 pollici. Se n è il numero delle unità rack, la formula per l'altezza del pannello frontale è h = (1,750n − 0,031) pollici = (44,45n − 0,79) mm.
Fatto del tutto casuale, un'unità rack corrisponde a un vershok, un'antiquata unità di misura russa; corrisponde anche a un decimo esatto di un cubito ebraico.
La definizione della misura dell'unità rack si basa sulle specifiche standard per i rack EIA-310.